# .ci
.ci – domena internetowa najwyższego poziomu przypisana do Wybrzeża Kości Słoniowej, wprowadzona w 1995 roku. 

## Historia
Domeną zarządza Institut National Polytechnique Felix Houphouet Boigny (INP-HB). Została ona zarejestrowana 4 lutego 1995 roku. W tym samym roku odpowiedzialność za administrację i utrzymanie domeny przejęła podległa INP-HB organizacja non-profit Network Information Centre-Cote d'Ivoire (NIC-CI). Była ona oddziałem l'Association Ivoirienne pour la Promotion et le Développement de l'Internet (Iworyjskie Stowarzyszenie Promocji i Rozwoju Internetu) i miała siedzibę w   Jamusukro.
Do 2012 roku zostało zarejestrowanych tylko 1800 subdomen. Po analizie rząd, aby promować domenę postanowił zmienić sposób zarządzania. W 2012 roku dekretem prezydenta nr 2012-293 Telecommunication and Information and Communication Technologies zarząd nad domeną przejął Autorité de Régulation des Télécommunications / TIC de Côte d'lvoire (ARTCI). Kolejny dekret nr 2012-934 z   19 września 2012 roku określił w jaki sposób ma funkcjonować ARTCI.  Po podpisaniu umowy pomiędzy INP-HB w styczniu 2014 roku ARTCI przejął zarząd na domeną, a INP-HB pozostał menedżerem domeny. ARTCI ma siedzibę w Abidżanie. W lipcu 2019 roku było zarejestrowanych 8332 subdomen.  

## Przyznawanie domen
Rozpatrując wnioski o przyznanie domeny NIC.CI zwracał uwagę na tożsamość i lokalizację wnioskodawcy na terytorium Wybrzeża Kości Słoniowej. Nazwa musiała dobrze identyfikować wnioskodawcę. 

## Domeny drugiego poziomu
- ac.ci
- aéroport.ci
- asso.ci
- com.ci
- co.ci
- edu.ci
- ed.ci
- gouv.ci - subdomena rządowa
- go.ci
- int.ci
- net.ci
- or.ci
- org.ci
- presse.ci